# Luther Pass
Luther Pass is een 2359 meter hoge bergpas in het Sierra Nevada-gebergte in de Amerikaanse staat Californië. De pas bevindt zich tussen het bekken van Lake Tahoe en dat van de Carson. Luther Pass ligt bovendien op de grens tussen Alpine en El Dorado County.
Over de pas loopt de California State Route 89, een noordzuid-gerichte state highway. Tegenwoordig vormt de Luther Pass in het wintersportseizoen een belangrijke verbinding tussen South Lake Tahoe en de U.S. Route 50 in het noorden en het Kirkwood-skigebied in het zuiden. In de zomer ontsluiten de Luther- en Monitor-passen het Tahoebekken met highway 395 en de oostelijke Sierra Nevada.
De bergpas werd naar Ira M. Luther genoemd, een personage uit Mark Twains semi-autobiografische Roughing It.